# Лигата на справедливостта без граници
„Лигата на справедливостта без граници“ (на английски: Justice League Unlimited) е американски анимационен сериал, продуциран и излъчван от Cartoon Network. В него участват голяма част от супергероите на ДиСи Комикс. Базиран е на екипа на Лигата на справедливостта и е продължение на шоуто „Лигата на справедливостта“. „Лигата на справедливостта без граници“ дебютира на 31 юли 2004 г. по Тунами и приключва с епизода, излъчен на 13 май 2006 г.

## Актьорски състав
- Кевин Конрой - Брус Уейн/Батман
- Джордж Нюбърн - Кларк Кент/Кал Ел/Супермен
- Сюзън Айзенбърг – Принцеса Диана/Жената-чудо
- Карл Лъмбли – Жон Жонз/Марсианския ловец
- Майкъл Роузенбаум - Уоли Уест/Светкавицата
- Фил Ламар - Джон Стюърт/Зеления фенер
- Мария Каналс – Шайера Хол/Момичето-ястреб

## „Лигата на справедливостта без граници“ в България
В България сериалът започва излъчването си на 27 август 2008 г. по Диема Фемили, всеки делничен ден от 15:45. След края на първи сезон на 28 септември, на 8 декември започва втори сезон от 15:15 и с повторение от 06:30. Последните три епизода са от 14:15, като финалът е на 24 декември. На 29 септември 2010 г. започва още веднъж, всеки делничен ден от 05:55. Дублажът е на студио Медиа Линк. Ролите се озвучават от артистите Ася Братанова, Илия Иванов, Мартин Герасков и Христо Бонин.
На 23 март 2013 г. от 06:40 започва повторно излъчване по bTV Action с разписание всяка събота от 07:00 по три епизода, неделя от 06:00 по шест, от които три са повторения и понеделник от 06:00 по три, които също са повторения. Последният епизод е излъчен на 5 май. Ролите се озвучават от артистите Гергана Стоянова, Ася Рачева, Стефан Сърчаджиев – Съра, Камен Асенов и Георги Георгиев – Гого.
На 4 януари 2014 г. започва повторно излъчване по bTV, всяка събота от 05:30 по два епизода.